# 伯靈頓 (緬因州)
伯靈頓（英語：Burlington）是一個位於美國緬因州佩諾布斯科特縣的鎮。

## 人口
根據2020年美國人口普查的數據，伯靈頓的面積為145.69平方千米，當中陸地面積為139.89平方千米，而水域面積為5.80平方千米。當地共有人口373人，而人口密度為每平方千米3人。